# Universitat del Caire
La Universitat del Caire (àrab: جامعة القاهرة, Jāmiʿa al-Qāhira; de 1908 a 1940 anomenada Universitat Egípcia i de 1940 a 1952 Universitat del Rei Fuad I) és la principal universitat pública egípcia, i es troba a la ciutat de Guiza, a l'altra banda del Nil des del Caire. Va ser fundada el 21 de desembre del 1908, després d'haver estat situat en diverses parts del Caire, fins que s'hi van anar traslladant les facultats, començant per la Facultat de Lletres, l'octubre del 1929.
És la segona institució d'educació superior més antiga d'Egipte després de la Universitat d'Al-Azhar, tot i algunes escoles professionals superiors preexistents que més tard es van convertir en col·legis constitutius de la universitat.
La universitat va ser fundada i finançada com a Universitat egípcia per un comitè de ciutadans privats amb patrocini reial el 1908, i es va convertir en una institució estatal amb el rei Fuad I el 1925. El 1940, quatre anys després de la seva mort, la universitat va passar a anomenar-se King Fuad I University en el seu honor. Va ser rebatejada per segona vegada després de la revolució egípcia de 1952. A principis de la dècada del 2020, la universitat matricula aproximadament 155.000 estudiants en 20 facultats i 3 institucions. Compta amb tres Premis Nobel entre els seus graduats i és una de les 50 institucions d'educació superior més grans del món per inscripció.

## Història

### Passos previs
A principis de segle, intel·lectuals i personatges públics egipcis van començar a fer crides per establir un institut egipci d'educació superior per oferir una educació moderna i professional als egipcis. El buròcrata armeni Yaqub Artin va fer la primera referència publicada coneguda per establir una universitat egípcia el 1894. En un informe, va suggerir que "les escoles professionals superiors existents podrien proporcionar la base per a una universitat". Aquestes escoles superiors incloïen l'Escola de Gestió i Idiomes, establerta el 1868 (que es va convertir en l'Escola de Dret el 1886), l'Escola de Regadiu i Construcció (coneguda com a Escola d'Enginyeria) el 1866, Dar al-Ulum a 1872, l'Escola d'Agricultura el 1867 i l'Escola d'Antiguitats 1869.
El periodista sirià Jurji Zaydan va demanar una "escola universitària egípcia" (madrasa kulliya misriyya ) l'any 1900 a la seva revista mensual Al-Hilal. Va proporcionar dos models per a aquest institut d'educació superior: el Muhammadan Anglo-Oriental College a Aligarh, Índia, que impartia una educació d'estil occidental en llengua anglesa, o el Syrian Protestant College (ara la Universitat Americana de Beirut) a Beirut, dirigida per missioners americans. La nova escola proporcionaria una alternativa a les missions estudiantils a Europa iniciades sota Muhammad Ali. La polèmica al voltant de les publicacions de Zaydan li impediria més tard ocupar una plaça de professor a la universitat. Alguns altres egipcis destacats van tenir un paper en la fundació de la universitat. Diversos grans terratinents, buròcrates, membres de la família reial i periodistes, advocats i professors d'escola, inclosos Mustafa Kamil, deixebles de Muhammad Abduh com Qasim Amin i Saad Zaghlul, i finalment Khedive Abbas II i el príncep Ahmad Fu'ad I s'hi van implicar. Com escriu Donald M. Reid, "els partidaris realistes van destacar el paper fundador de Fu'ad, els watanistes van assenyalar la crida de Mustafa Kamil per a una universitat, i els wafdistes van emfatitzar les contribucions de Saad Zaghlul, Muhammad Abduh i Qasim Amin".
Els egipcis rics van començar a comprometre fons de manera independent per a l'establiment d'una universitat ja el 1905. La princesa Fatma Ismail va fer contribucions importants. A principis del 1900, va donar terres a la universitat com a part de la seva campanya de recaptació de fons per a l'establiment de la primera universitat formal d'Egipte. Després de l'incident de Dinshaway, Mustafa Kamil al-Ghamrawi, un ric notable de Beni Suef, va prometre 500 lliures egípcies a una universitat el setembre de 1906. Mustafa Kamil va fer una crida per obtenir fons suplementaris, mentre que Saad Zaghlul i Qasim Amin van organitzar una reunió a la qual van assistir Muhammad Farid i altres 23 egipcis destacats. Els membres de la reunió van fundar un comitè amb Zaghlul com a vicepresident i Amin com a secretari, i tots menys tres van comprometre almenys 100 lliures egípcies a la universitat. No obstant això, ràpidament van sorgir escissions entre els watanistes, els deixebles d'Abduh i els reialistes, deixant el projecte en mans del Palau. En el moment de la seva creació el 1908, el príncep Fuad I era el rector i només un dels homes que s'havien reunit el 1906 romania al comitè.

### Primers anys
Es va fundar com a universitat privada en 1908, la Universitat Egípcia, com a resultat de l'esforç per establir un centre nacional d'educació superior. La Universitat del Caire es va fundar com una universitat civil d'inspiració europea, en contrast amb la universitat religiosa d'Al Azhar, i es va convertir en el model indígena principal per a altres universitats estatals. L'any 1928 es va matricular a la universitat el primer grup d'estudiants.
Ahmad Lutfi al-Sayyid en va ser el primer president. En els seus primers anys, la universitat no tenia campus sinó que anunciava conferències a la premsa i les feien en palaus i sales de conferències. Després d'una gran cerimònia d'inauguració el 1908, va romandre en una situació d'inseguretat financera durant uns quants anys i gairebé es va ensorrar durant la Primera Guerra Mundial. A la seva fundació el 1908, la Universitat Egípcia tenia una secció de dones, però aquesta es va tancar el 1912.

### Campus de Guiza
Després d'haver estat allotjada a diversos espais del Caire, diversos nacionalistes influents van recaptar fons per establir un nou campus per als joves egipcis, i les seves facultats, començant per la Facultat de Lletres, es van establir al seu campus principal actual a Guiza l'octubre de 1929, any en què la primera dona fou admesa en aquesta universitat, a la facultat de medicina, i professors egipcis van substituir als anteriors anglesos i francesos.
Es va convertir en una institució estatal sota el rei Fuad I el 1925, i les dones foren readmeses en 1928. El 1940, quatre anys després de la seva mort, la Universitat va ser rebatejada com a Universitat Rei Fuad I en el seu honor. Va ser rebatejada per segona vegada després del cop d'estat de 1952. Actualment la Universitat matricula aproximadament 250.000 estudiants en 26 facultats o institucions. Compta amb tres premis Nobel entre els seus graduats i és una de les 50 institucions d'educació superior més grans del món per inscripció.
Pel que fa a la facultat d'Enginyeria, l'any 2006 es va iniciar la implantació del sistema de crèdit horari en les especialitats: Enginyeria de la Construcció, Enginyeria Informàtica i Telecomunicacions. L'any 2007 es van desenvolupar més programes: enginyeria de disseny mecànic, arquitectura, enginyeria, construcció, tecnologia i enginyeria petroquímica. Després, l'any 2008, es va introduir el programa d'Enginyeria de la Construcció. L'any 2009 es va posar en marxa el Programa d'Enginyeria de l'Aigua i el Medi Ambient.

## Rànquings

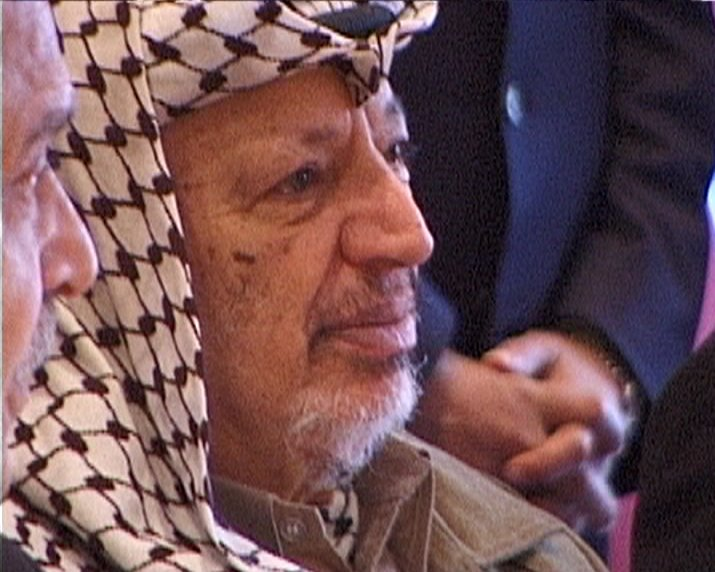
Yasser Arafat, 1956

En el Rànquing de Xangai de 2021 estava classificada entre la 401 i la 500 del mon i la primera d'Egipte, i en el QS World University Rankings 2022 estava considerada classificada en el grup entre les millors 571 a 580 del mon. És la segona institució d'educació superior a Egipte més antiga després de la Universitat d'al-Azhar, malgrat l'existència d'escoles professionals superiors anteriors que més tard es van convertir en col·legis constitutius de la universitat. Va ser fundada i finançada com a Universitat egípcia per un comitè de ciutadans privats amb patrocini reial el 1908
Entre els seus antics alumnes, hi destaquen: Boutros Boutros-Ghali, Saddam Hussein, Yuriko Koike, Adly Mansur, Amr Moussa, Omar Sharif, Ayman al-Zawahirí, Mohamed Mursi, Naguib Mahfuz, Iàssir Arafat, i Mohamed al-Baradei.
Tres estudiants han estat Premis Nobel:
- Naguib Mahfouz, Premi Nobel de Literatura el 1988[25]
- Yasser Arafat, Premi Nobel de la Pau el 1994[26]
- Mohamed ElBaradei, Premi Nobel de la Pau l'any 2005[27]